# Siegfried Henkel

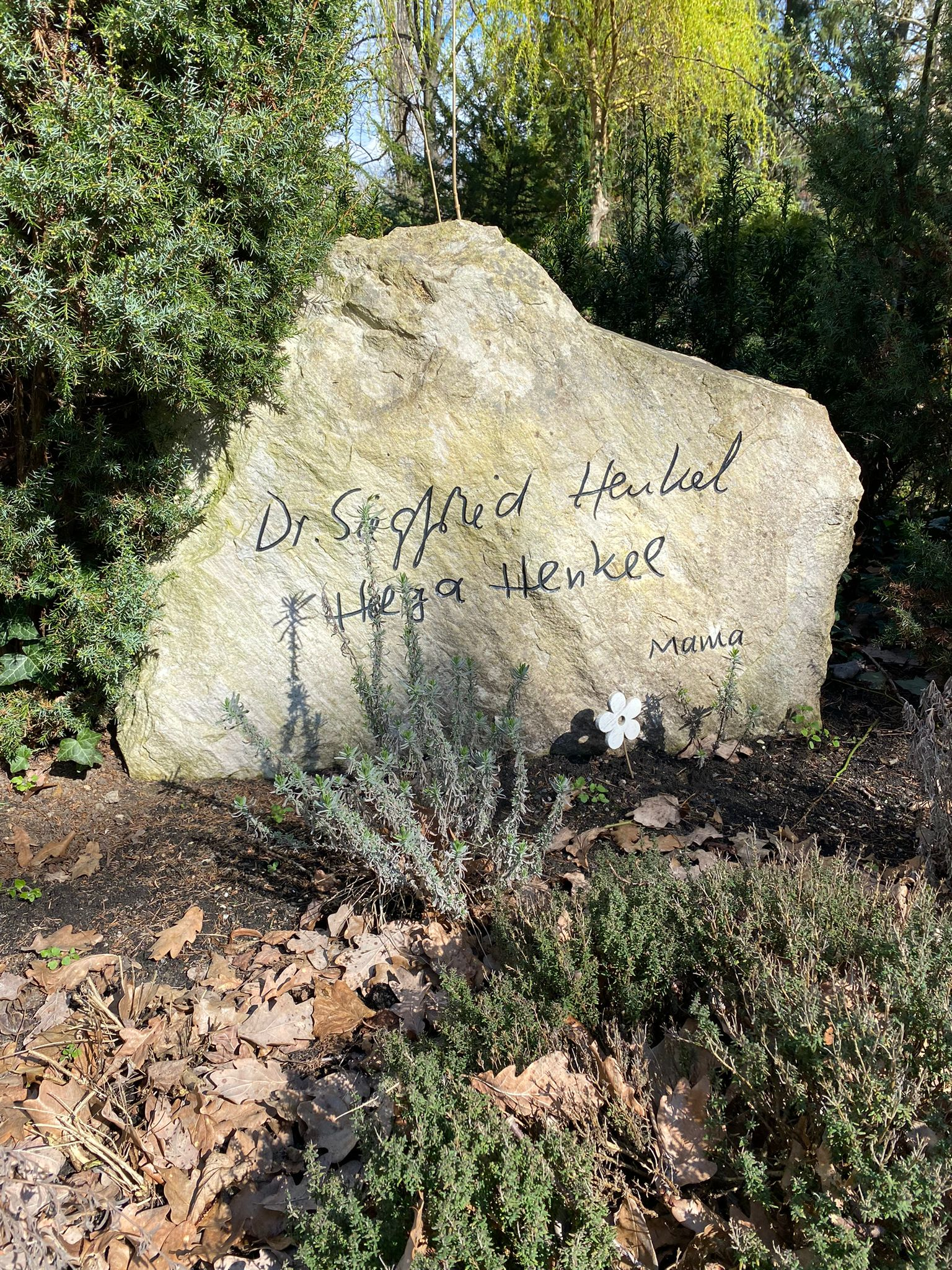
Grabstätte auf dem Friedhof Lichterfelde

Siegfried Henkel (* 3. Juni 1931 in Dresden; † 14. Mai 1984) war ein deutscher Wirbeltier-Paläontologe und bekannt für Forschungen über mesozoische Säugetiere. Er war Professor an der FU Berlin.
Henkel entwickelte Methoden zur Gewinnung kleiner Wirbeltierfossilien aus großen Sedimentmengen. Er leitete mit Bernard Krebs die Ausgrabungen in der reichhaltigen jurassischen Fossilienlagerstätte Guimarota in Portugal. Krebs benannte 1991 Henkelotherium, eine Gattung jurassischer Säugetiere, deren erstes Fossil Henkel 1976 entdeckt hatte, nach ihm.
Seine letzte Ruhestätte erhielt Siegfried Henkel auf dem Friedhof Lichterfelde (Grablage VIIB-WR-18).